# Renault Type PG e Type RA
Le Type PG e RA sono due autovetture di fascia alta prodotte tra il 1926 e il 1928 dalla casa automobilistica francese Renault.

## Profilo
Presentati nel 1926, questi modelli anticipavano tutte le soluzioni tecniche (telaio, meccanica e motore) che sarebbero poi state ampiamente utilizzate nelle Renault Vivasix e Vivastella, introdotte a partire dall'anno seguente. Le Type PG e RA erano caratterizzate da un telaio da ben 3.560 mm di passo, in modo da fornire un'abitabilità degna delle più prestigiose limousine Renault di quegli anni. Era comunque disponibile anche un telaio di dimensioni più ridotte.

Anche la meccanica anticipava quella delle Vivasix: le Type PG e RA montavano infatti un motore a 6 cilindri da 3180 cm³ di cilindrata, in grado di erogare 65 CV di potenza massima e di spingere tali vetture a una velocità massima di oltre 100 km/h. Sempre a proposito del motore, va aggiunto che tra le altre sue caratteristiche vi era la testata amovibile e tra le novità il radiatore d'olio. Il cambio era manuale a 3 marce.

Furono tolte di produzione nel 1928, quando al Salone di Parigi fu presentata la sua naturale evoluzione, siglata Type PG1 per gli addetti ai lavori, ma che divenne nogta con la denominazione commerciale di Vivasix.